# خور دبي
خور دبي، هو مدخل طبيعي للمياه البحر المالحة ومجرى مائي وخور مد وجزر في دبي، الإمارات العربية المتحدة.يقسم مدينة دبي إلى نصفين وهما ديرة و بر دبي يمتد حوالي15 كم إلى الداخل ويشكل ميناءً طبيعيًا يستخدم تقليديًا للتجارة والنقل. يتراوح عرض الخور من 200 إلى 1200 متر (660 إلى 3940 قدمًا) بينما يبلغ متوسط العمق حوالي 6.5 إلى 7 أمتار (21 إلى 23 قدمًا). كان الخور في الأصل يصل إلى محمية رأس الخور للحياة البرية، وقد وسعت التطورات الأخيرة بما في ذلك قناة الخليج التجاري وقناة دبي نطاقه لمسافة إضافية تبلغ 13 كم (8.1 ميل) باتجاه الخليج العربي.

## تاريخ
من أهم الحقائق التاريخية التي تخص خور دبي:
- كان الخور منطقة تجارية حرة في عهد الشيخ مكتوم بن حشر آل مكتوم عام 1902، وفي نفس الفترة، أصبح مركزاً تجارياً رئيسياً

- بدأ التطوير الشامل للخور في الخمسينيات من القرن العشرين بما في ذلك التجريف وبناء حواجز الأمواج.حيث تمكنت سفينة تزن 500 طناً أن ترسو في الخور، لتفتح بهذا باب التجارة للسفن الكبيرة وذلك بعد عمليات حفر وتطوير ميناء خور دبي عام 1955

- شكّل خور دبي وجهة شهيرة للغواصين الباحثين عن اللؤلؤ، حيث تم استخدام ما لا يقل عن 3000 قارب لاستخراج اللؤلؤ في خور دبي
- تم بناء جسر آل مكتوم عام 1963 ليكون أول جسر في دبي ويربط ديرة وبر دبي

- سمح بناء عدد من الجسور بحركة المركبات عبر الخور بينما تستخدم اليوم العبرات كسيارات أجرة. تقع العديد من البنوك والمؤسسات الحكومية البارزة والمناطق التجارية والأحياء السكنية على الطريق المحاذي للخور، بالإضافة إلى العديد من مناطق الجذب السياحي والفنادق على طول الخور.

## تعميق الخور
كان هو أول المشاريع العملاقة التي بدأها الشيخ راشد بن سعيد آل مكتوم. منذ الخمسينيات وفي ذهنه أن يجعل من دبي مركزًا تجاريًا هامًا في المنطقة. فكان لا بد من تعميق الخور أول موانئ دبي الطبيعية. ذلك لعمليات الاستيراد والتصدير. وضحالة الخور قبل ذلك لم تسمح بمثل هذه العمليات التجارية إلا بصعوبة.

## المرور عبره

### قديمًا

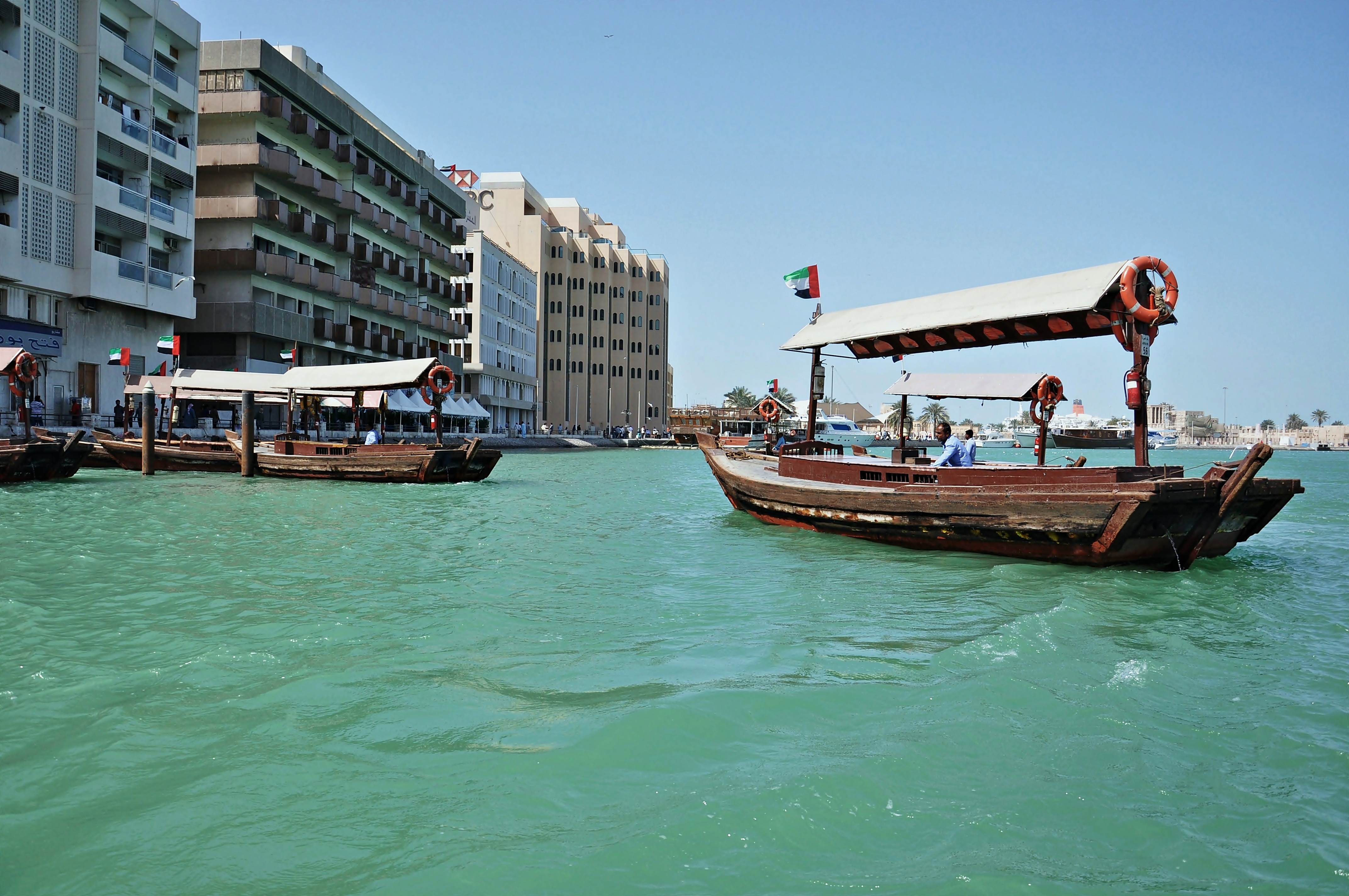
خور دبي عام 2011

تقليديًا كانت العبارات وهي القوارب الصغيرة ذات المجذافين تنقل الناس بين بري دبي وتسمى العبرات. وقد تطورت هذه العبرات إلى قوارب أكبر قليلًا وبمحرك ديزل. فهي أسرع وتنقل عددا أكبر من الناس. وبالرغم من حداثة مدينة دبي اليوم إلا أن العبرات ما زالت تعمل بكثافة كونها الأرخص والأسرع للانتقال بين شقي دبي.

### حديثًا
المنشآت الحديثة في دبي عبر السنين كانت تشكل أزمات سير خانقة كان لا بد من حلها. وقد نفذت هذه الحلول عبر 45 عامًا ابتداء من جسر المكتوم وانتهاء بنفق القطار الذي يحفر الآن تحت الخور.
- جسر آل مكتوم

أُنشئ جسر آل مكتوم عام 1963 لمرور السيارات وعملت بلدية دبي على توسعته عبر السنين. وهو الآن يتمتع بخمسة مسارب في اتجاه ديرة وأربعة مسارب باتجاه بر دبي. وهو يصل من ديرة عبر دوار الساعة وحتى دوار مستشفى راشد ببر دبي. ويمر بمحاذاة مؤسسة دبي للإعلام.
- نفق الشندغة

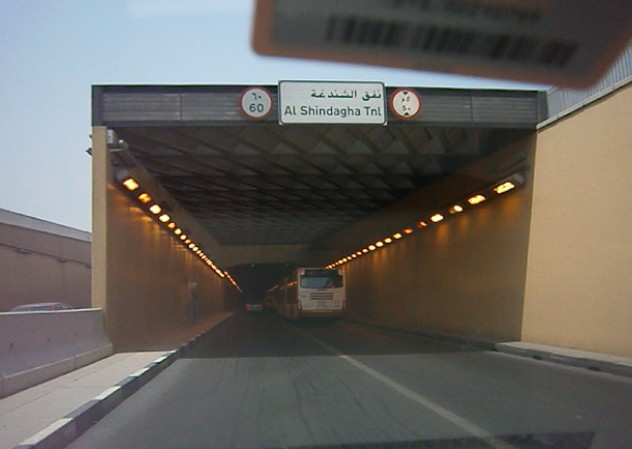
مدخل نفق الشندغة الشرقي

وهو نفق حفر بين شقي دبي بين منطقة الراس في ديرة والشندغة في بر دبي. أُنشئ بمسربين في كل اتجاه.
- جسر القرهود
- معبر الخليج
- الجسر العائم

## المستقبل
في المستقبل ستنتهي حفريات نفق القطار تحت خور دبي لمرور القطار كما سيفتح الطرف المغلق ويصل الخور بالخليج العربي وستمر قناة حول مربع برج دبي وإلى البحر بمحاذاة حديقة الصفا.

## معلم سياحي
خور دبي يعتبر من معالم دبي الرائعة حيث تطل على الخور المباني الشاهقة وبالذات من جانب الديرة، كما تمخر الخور العبارات التي تذهب و تعود في الخور.

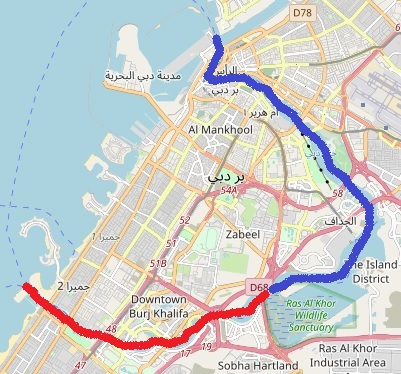
المسار الأصلي لخور دبي باللون الأزرق، الامتداد الجديد باللون الأحمر.
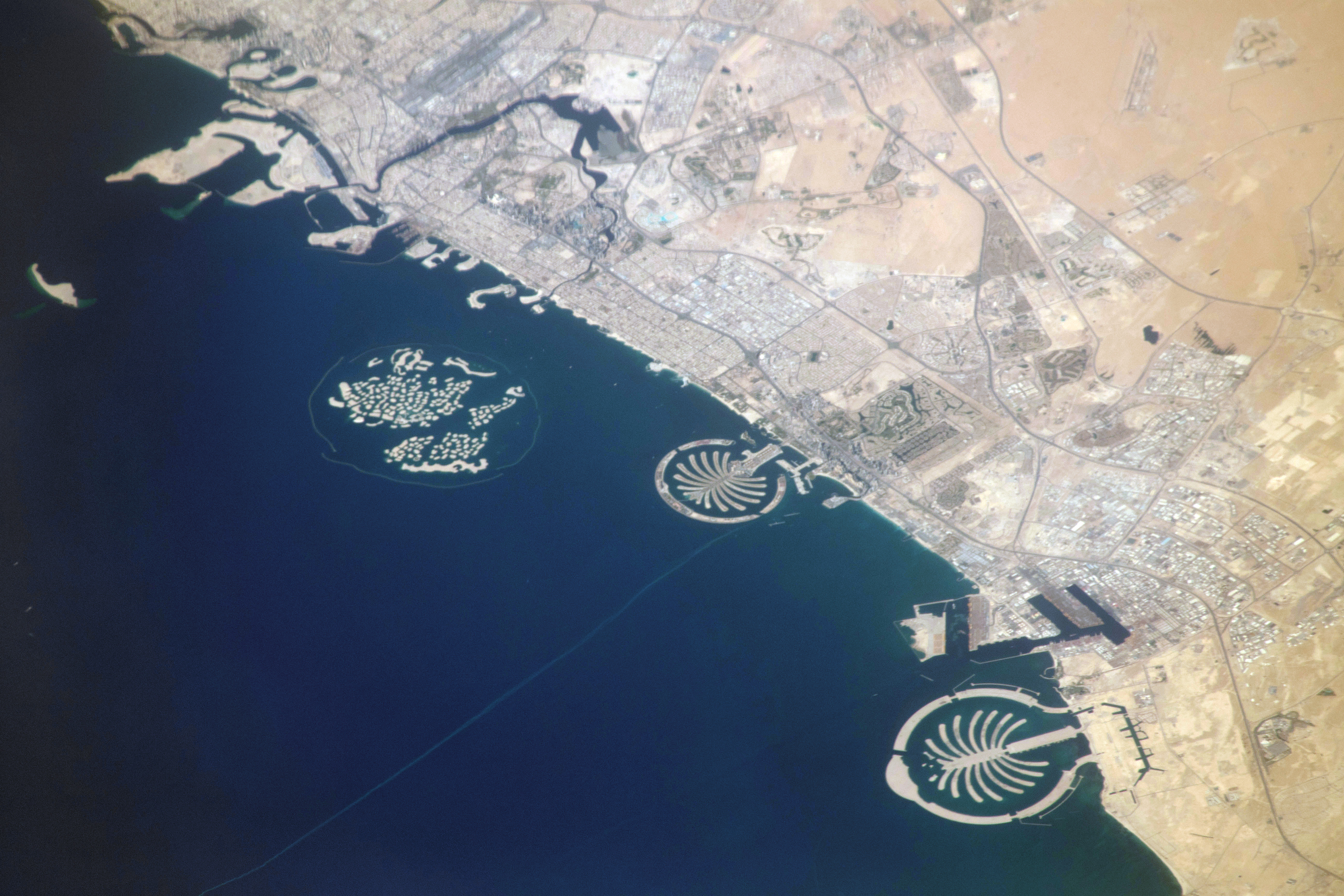
ساحل دبي من محطة الفضاء الدولية ويظهر في الصورة خور دبي.
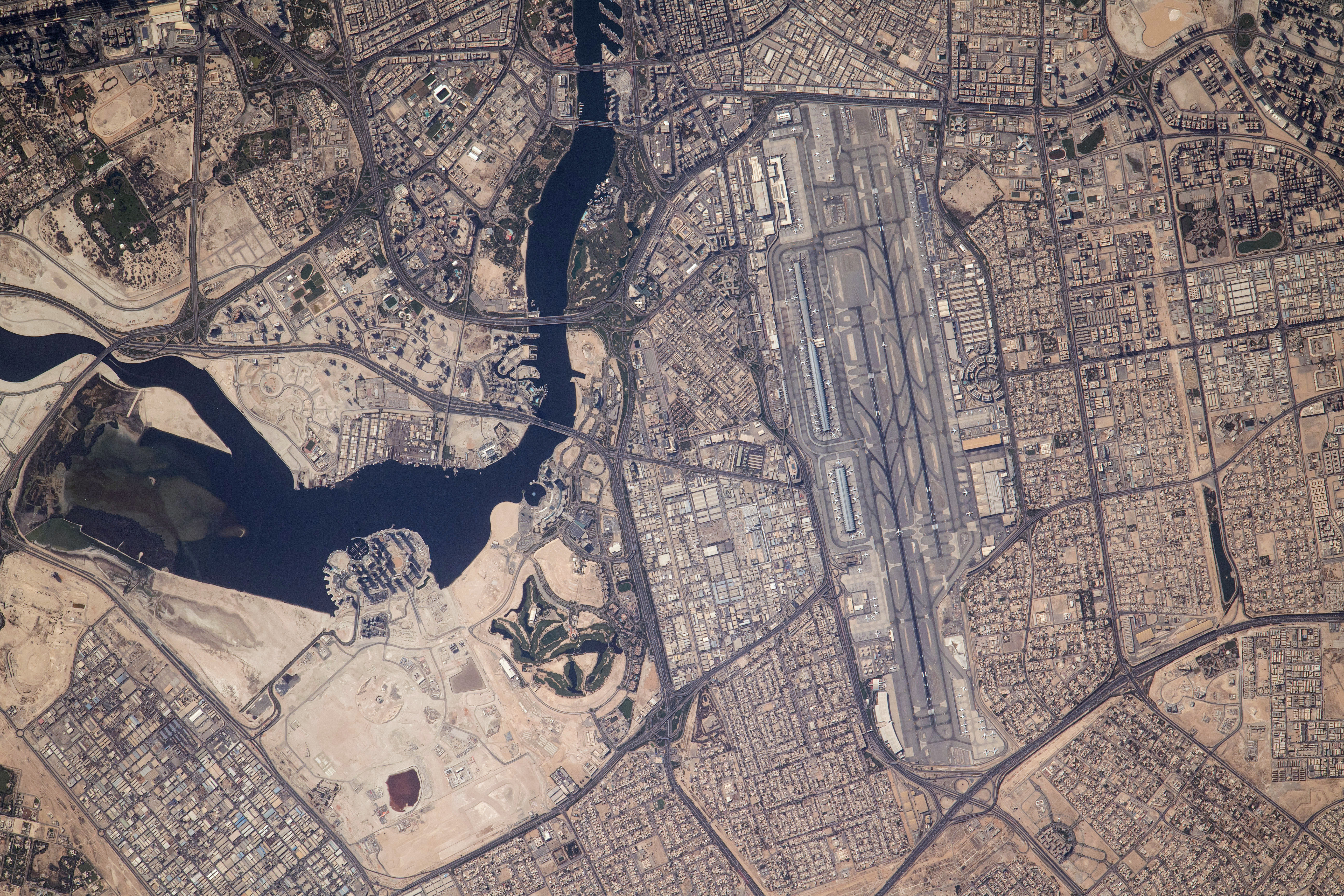
صورة لمطار دبي الدولي وخور دبي من محطة الفضاء الدولية.